# Asesinato de Hans Pozo
El asesinato de Hans Pozo fue un caso policial chileno de descuartizamiento, ocurrido en marzo de 2006 en la ciudad de Santiago. El crimen quedó al descubierto el 27 de marzo, tras el hallazgo casual de un pie humano en la vía pública de Puente Alto. La posterior aparición de otros restos mutilados en distintos puntos en la zona sur de la capital, todos correspondientes a la misma persona, permitió a la policía identificar a la víctima como Hans Hernán Pozo Vergara, un joven de 20 años.
El único sospechoso del homicidio y descuartizamiento, el empresario Jorge Iván Martínez Arévalo, se suicidó doce días después del hallazgo de la primera extremidad cercenada, al momento de ser visitado por Carabineros para ser interrogado. En 2007 la Fiscalía halló culpable a Martínez como autor intelectual del crimen.
La historia de Pozo, sumida en la marginalidad, y las razones que llevaron a su brutal homicidio causaron impacto mediático y conmoción pública en la sociedad chilena. Su vida y muerte han sido retratadas en libros, películas, montajes teatrales y obras de arte.

## Hallazgo
El 27 de marzo de 2006, un joven de la comuna de Puente Alto, en la zona sur de Santiago, notó que un perro callejero portaba un pie humano que había encontrado, aparentemente, en un basural cercano. Un día después del descubrimiento del pie, la Policía de Investigaciones encontró en el mismo sector la cabeza de la víctima que presentaba dos impactos de bala de 9mm, cortes en las mejillas y la nariz extirpada. El 29 de marzo se encontraron sus brazos, a los que les habían cortado las manos y arrancado cuatro tatuajes. Al día siguiente se descubrió su pie izquierdo.
El 3 de abril, dos mujeres recolectoras de plástico denunciaron a la policía el hallazgo de dos manos con las huellas digitales arrancadas dentro de una bolsa al final de la avenida Santa Rosa, en Puente Alto. Esa misma noche, en la comuna de San Bernardo, una mujer encontró el torso de la víctima con sus vísceras y glúteos extirpados dentro de un contenedor de basura.

## Investigación
A todas las partes encontradas se les realizaron pruebas de ADN, las cuales confirmaron que correspondían a la misma persona, pero aún la policía no sabía con certeza su identidad. Para dar con su nombre, los peritos forenses reconstruyeron sus diez huellas digitales a partir de los bordes que quedaron en sus yemas y de pequeños colgajos de piel que el asesino dejó en tres de sus dedos. Durante este proceso, también se utilizó el tatuaje de un Cupido que el homicida no quitó de un brazo de la víctima, el cual fue fotografiado para ser mostrado en diversas cárceles del país con la esperanza de que algún presidiario lo reconociera. Esta táctica dio resultados, pues uno de los reos aseguró haber confeccionado ese tatuaje a uno de sus excompañeros, confirmándose así que la víctima estaba registrada en los archivos de Gendarmería de Chile.
Una vez obtenidos los dibujos de sus huellas digitales, se cotejaron con tres registros: los del Registro Civil, los de la Policía Civil y los de Gendarmería. A esas alturas, el nombre de Hans Pozo ya había sido divulgado por la prensa como posible identidad del hasta entonces llamado «Descuartizado de Puente Alto» debido a que el expediente se filtró por Internet. Su retrato robot, confeccionado por el Servicio Médico Legal, también era de público conocimiento por orden de la Fiscalía Metropolitana Sur. A pesar de que a trece presuntos parientes se les realizaron pruebas de ADN, ninguno dio resultado positivo, pues la verdadera familia de Pozo, hasta ese momento, no había reclamado el cuerpo ni había presentado una denuncia por presunta desgracia.

## Identificación
El 6 de abril de 2006, diez días después del hallazgo de la primera pista, la Policía de Investigaciones confirmó que el nombre de la víctima era Hans Hernán Pozo Vergara, nacido en la comuna de Independencia el 2 de julio de 1985. Conocido en su entorno como «El Rucio» o «El Julipi», su último domicilio registrado se ubicaba en la comuna de San Ramón. Después de la identificación, su familia se comunicó con la policía.
A partir de entonces la prensa informó, entre otras cosas, que Pozo tenía una hija de tres años, presentaba antecedentes policiales por hurto y robo, era drogadicto, trabajaba esporádicamente como obrero de la construcción y manifestaba conductas homosexuales. Según un reporte del diario La Cuarta basado en declaraciones de trabajadores sexuales gay que conocían a Pozo, este habría ejercido la prostitución cerca de la Plaza de Armas de Santiago en 2006. En el mismo artículo, el presidente de Sidacción confirmó que Pozo acudió a esa organización en 2004 para informarse sobre la prevención del VIH, aunque nunca se practicó el test de ELISA.
Pozo había sido abandonado por su madre a los cuatro años por ser hijo de una relación anterior. En 2005, Hans acudió a Carabineros de Chile para conseguir la dirección de su progenitora, pero al ir a conocerla fue ahuyentado con un cuchillo por su hermanastro. Desde niño pasó por varios hogares de acogida, hasta que uno de sus tíos, Francisco Pozo, se hizo cargo de él, no obstante, al cumplir dieciséis años, Pozo empezó a consumir drogas y terminó en la calle cuando su familia no soportó más los continuos robos que cometía para financiar su adicción a la pasta base.

## El principal sospechoso
Días antes de ser asesinado, Hans Pozo pernoctó junto con cuatro hombres en una garita del Paradero 30 de avenida Santa Rosa. Cuando la Brigada de Homicidios de la Policía de Investigaciones los entrevistó por separado, todos mencionaron el apellido «Martínez».
Las autoridades concluyeron que el homicida había refrigerado los restos de Pozo antes de abandonarlos en diferentes sectores de la ciudad gracias al trabajo de entomología forense realizado por el Laboratorio de Criminalística de Carabineros. De acuerdo a los especialistas, las larvas de las moscas necrófagas presentes en los restos de Pozo tenían el mismo nivel de desarrollo. Por el tamaño de la víctima, se dedujo que no pudo ser conservado en un refrigerador doméstico, sino en uno industrial. Además, las bolsas de basura donde fueron encontradas algunas partes del cuerpo tampoco eran de uso domiciliario, sino que tenían doble costura. Con este antecedente, el Departamento O.S.9. Investigación de Organizaciones Criminales ubicó al comerciante que ofrecía estas bolsas, quien aseguró haberlas vendido a un heladero y a un familiar dueño de una carnicería.
Fue así como los investigadores dieron con Jorge Iván Martínez Arévalo, de 41 años, funcionario de la Municipalidad de La Pintana y dueño de una heladería ubicada junto a su domicilio, también en el Paradero 30 de Santa Rosa (33°33′28.2″S 70°37′53.1″O / -33.557833, -70.631417). Una vez identificado, el Departamento O.S.9. intervino sus dos teléfonos, descubriendo así que Martínez habría tenido una relación con Pozo, incluso habrían ido a moteles juntos. Cuando las autoridades acudieron a Martínez para interrogarlo, este no se encontraba, por lo que quedó citado para declarar. Al mismo tiempo, el fiscal a cargo del caso, Pablo Sabaj, dio la orden de investigar al grupo O.S.9. de Carabineros.
La tarde del 8 de abril de 2006, el Departamento O.S.9. se presentó en la heladería de Martínez para realizarle una entrevista rutinaria. Según Carabineros, al escucharlos ingresar, el sospechoso activó la alarma contra robos y corrió hacia su dormitorio, gritó un par de segundos y se suicidó de un disparo en la cabeza. Esta versión fue refutada por los familiares de Martínez, en especial por su hermano y colega, Robinson, quien aseguró que fueron los funcionarios de Carabineros quienes ingresaron a la casa y le dispararon dos veces a Jorge.
Tras la muerte de Martínez, su esposa encontró en su domicilio una carta de veinte páginas en la que él explicaba el tipo de relación que tenía con Hans Pozo. En la nota, Martínez aseguraba que Pozo lo estaba extorsionando porque era su hijo biológico y constantemente lo amenazaba con revelar este secreto a su familia. Según Martínez, para evitarlo, contactó a dos funcionarios de la policía —que nunca fueron identificados—, quienes, a cambio de dinero, amedrentarían a Hans enviándolo a prisión por un tiempo. Sin embargo, cuando vio las noticias del «Descuartizado de Puente Alto», Martínez supo que se trataba de Pozo, viéndose involucrado en un problema mayor. Reconoció, además, su cobardía y sus intenciones de «desaparecer». Lo que gatilló la redacción de la carta fue la extorsión de la que comenzó a ser víctima por parte de los sicarios, quienes le estaban exigiendo más dinero por su trabajo.
Martínez le daba dinero constantemente a Pozo ante sus amenazas. Creía que era su hijo porque en 1984 había tenido una breve relación con una mujer rubia, sin embargo, después de su muerte se le practicaron pruebas de ADN que descartaron lazos sanguíneos entre ambos.
El 3 de mayo de 2006, el grupo O.S.9. de Carabineros recolectó muestras biológicas en la heladería de Martínez. Allí, con la técnica del luminol, se detectó una mancha de sangre que había sido lavada. Esta correspondía a Pozo y por su forma se dedujo que el cadáver había estado en ese lugar después de recibir los impactos de bala. Más tarde, los hermanos de Martínez, tras ser interrogados por el fiscal Sabaj, aseguraron a la prensa que ellos mismos se habían herido una vez y que esa sangre era de ellos. También denunciaron que Carabineros estaban intentando involucrarlos con la muerte de Pozo, algo que negaron tajantemente. Otras muestras de sangre se hallaron en el furgón de Martínez, específicamente en el asiento del copiloto y en el asiento trasero, las cuales también pertenecían a Pozo.
Posteriormente, el Departamento O.S.9. estableció que en el subterráneo de la heladería estaban las dos marcas de las balas que habían matado a Hans Pozo. El arma homicida fue la misma que usó Martínez para suicidarse.

## Funeral
El viernes 14 de abril de 2006, el Servicio Médico Legal entregó los restos de Hans Pozo a su familia adoptiva, la cual le organizó un velorio en la sede social «La Casona» de La Pintana. Al día siguiente, unas trescientas personas lo acompañaron en su funeral, que concluyó en el cementerio Jardín Sacramental de San Bernardo (33°37′20.3″S 70°40′53.9″O / -33.622306, -70.681639).

## Desenlace
El 5 de mayo de 2006, la expareja y madre de la hija de Pozo presentó una querella en el Juzgado de Garantía de Puente Alto contra quienes resultaran responsables de la filtración del expediente del caso, incluyendo doce imágenes del cuerpo descuartizado de Pozo que circularon por Internet en cadenas de correos electrónicos.
En 2007, la Fiscalía Sur concluyó que Jorge Martínez Arévalo fue el culpable del homicidio y descuartizamiento de Hans Pozo.
Por su parte, la familia de Martínez insistió con la tesis de que el hombre no se suicidó, sino que fue abatido por Carabineros, logrando llevar el caso a la justicia militar. Sin embargo, el Segundo Juzgado Militar de Santiago estableció posteriormente que su muerte se debió a una herida autoinferida.
En marzo del mismo año, la expareja de Pozo, Linda Baeza, interpuso una querella contra Miguel Martínez Arévalo, hermano de Jorge, por considerar que él también estuvo involucrado en el crimen.
El 18 de abril de 2013, el fiscal a cargo del caso, Pablo Sabaj, solicitó el sobreseimiento de la causa, lo que fue decretado por el Juzgado de Garantía de Puente Alto. Esta decisión se tomó porque durante los siete años de investigación nunca se pudo comprobar que Jorge Martínez Arévalo actuó con la ayuda de terceras personas.
En abril de 2016, la viuda de Jorge Martínez presentó un recurso de protección en la Corte de Apelaciones de San Miguel para que se ordenase el cese de reportajes y publicaciones audiovisuales, tanto de ella como de su hija, y de toda información relacionada al caso Hans Pozo. Esta acción judicial, que se ampara en el derecho al olvido, fue dirigida específicamente a los canales de televisión abierta.

## Legado
- La historia de Hans Pozo inspiró algunas obras literarias, como Pozo y El pecado de El Rucio: Las claves del crimen de Hans Pozo, ambas publicadas en 2007.[36][37]
- El dramaturgo Luis Barrales Guzmán estrenó su obra H.P. (Hans Pozo) en 2007, la cual recibió el premio de la Municipalidad de Santiago y el Consejo Nacional del Libro y la Lectura como «Mejor obra literaria» en el área de teatro.[38]
- También en el 2007, el artista visual Felipe Santander presentó en Galería Bech su obra Hilvanado, que incluyó una serie de composiciones confeccionadas con cuero sintético y otros materiales que representaban diferentes escenas de la vida de Hans Pozo.[39]
- En 2009 se realizó el docuficción El Rucio, la historia de Hans Pozo, interpretado por el actor Julio César Serrano.
- En 2018, el poeta chileno Clemente Riedemann publicó el libro Riedemann Blues, el cual contiene el poema «Hans Pozo blues».[40]
- En la comuna de Puente Alto, cerca de la población Marta Brunet, lugar donde se encontraron algunos de los restos de Hans Pozo, personas conmovidas por su historia erigieron una animita para venerarlo (33°38′03.3″S 70°37′28.5″O / -33.634250, -70.624583).[41] Con el tiempo, algunos seguidores de Hans Pozo comenzaron a atribuirle milagros, por lo que en su animita se concentran diversos obsequios y ofrendas en agradecimiento.[42][43]
- En junio de 2021, el Movimiento de Integración y Liberación Homosexual (Movilh) incluyó el asesinato de Hans Pozo en su listado de crímenes homófobos ocurridos en Chile. De acuerdo a esta organización: «Este asesinato cumple con todas las características de un crimen homofóbico. El asesino, homosexual o no, intentó por todos los medios ocultar la verdadera relación que tenía con Hans por temor a que se descubrieran sus propias conductas sexuales. Su rechazo a ser vinculado con un joven gay que ejercía el comercio sexual, lo llevó sin duda a idear un crimen macabro, del que pretendía salir impune».[44] El 27 de marzo de 2022, al conmemorarse diez años del asesinato de Daniel Zamudio, el Movilh rindió homenaje a 58 víctimas asesinadas por su orientación sexual, añadiendo una placa con el nombre de Hans Pozo en el Memorial por la Diversidad de Chile, ubicado en el Cementerio General de Santiago.[45]